# Instituto de Tecnología de Rochester

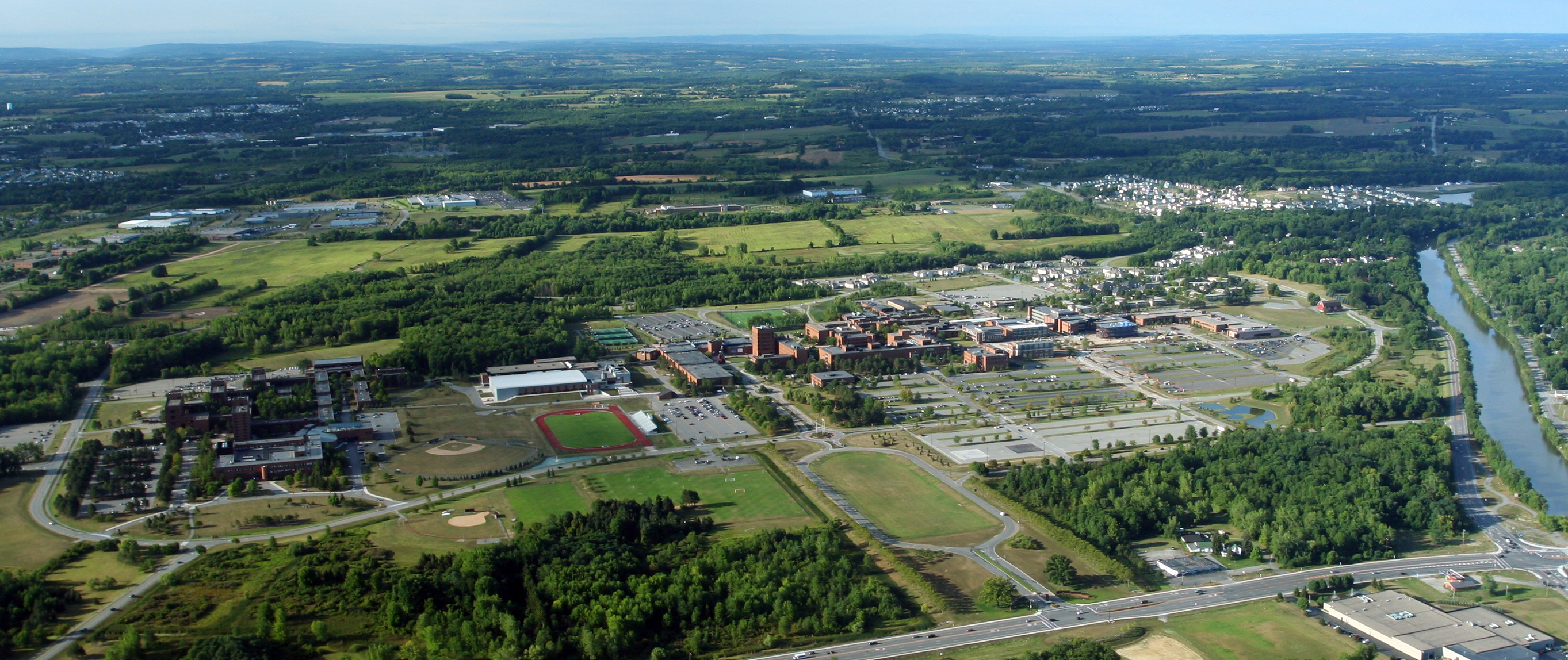
vista aérea del campus.

El Instituto de Tecnología de Rochester, conocido por las siglas RIT, iniciales de su nombre en idioma inglés: Rochester Institute of Technology, es una universidad privada localizada en Henrietta (Nueva York), un suburbio de Rochester (Estados Unidos).

## Historia
El RIT es el resultado de la fusión llevada a cabo en 1891 entre el Ateneo de Rochester, fundado en 1829, y el Instituto de Mecánica, fundado en 1885. A la institutión resultante se la denominó Ateneo e Instituto de Mecánica de Rochester (RAMI). Cambió de nombre al actual en 1944. En 1979 absorbió Eisenhower College. 

## Centros docentes
Se divide en nueve centros docentes:
- College of Applied Science and Technology
- Saunders College of Business
- B. Thomas Golisano College of Computing and Information Sciences
- Kate Gleason College of Engineering
- College of Health Sciences and Technology
- College of Imaging Arts and Sciences
- College of Liberal Arts
- College of Science
- National Technical Institute for the Deaf

## Deportes
Los RIT Tigers compiten en la Liberty League de la División III de la NCAA.